# Atlas Farnezyjski
Atlas Farnezyjski – rzymska marmurowa kopia z II wieku rzeźby hellenistycznej przedstawiającej postać Atlasa. Rzeźba anonimowego artysty od 1800 jest przechowywana w Narodowym Muzeum Archeologicznym w Neapolu. Posąg ma 210 centymetrów wysokości oraz 65 cm średnicy. Nazwa Farnezyjski nawiązuje do przejęcia posągu przez kardynała Alessandro Farnese na początku XVI wieku oraz jego wystawienia w Pałacu Farnese w Capraroli.
Rzeźba przedstawia Atlasa uginającego się pod ciężarem sfery niebieskiej, na co Atlas został skazany przez Zeusa. Na wyrzeźbionej kuli przedstawiono 41 spośród 48 klasycznych konstelacji opisanych przez Klaudiusza Ptolemeusza. Jest to najstarsze przedstawienie gwiazdozbiorów znanych starożytnym Grekom.